# Châteauneuf-d'Entraunes
Châteauneuf-d'Entraunes é uma comuna francesa na região administrativa da Provença-Alpes-Costa Azul, no departamento Alpes Marítimos. Estende-se por uma área de 29,91 km², com 56 habitantes, segundo os censos de 1999, com uma densidade de 1 hab/km².